# Enzo Enriques Agnoletti
Enzo Enriques Agnoletti (Bologna, 17 maggio 1909 – Firenze, 7 settembre 1986) è stato un partigiano e politico italiano.
Già allievo di Piero Calamandrei, fu tra coloro che diedero vita al movimento liberalsocialista.

## Biografia
Era figlio di Paolo Enriques e di Maria Clotilde Agnoletti Fusconi. Il padre era fratello minore di Federigo Enriques. La sorella maggiore di Enzo fu la partigiana Anna Maria Enriques Agnoletti.   
Militante antifascista, allievo ed assistente di Pietro Calamandrei, fu uno dei principali esponenti nell'Italia centrale del movimento liberalsocialista. Fu arrestato per la sua attività nel gennaio del 1942 e fu condannato a cinque anni di confino in Abruzzo; di lì fu trasferito poi nel Carcere di Regina Coeli. Dopo la Liberazione divenne il rappresentante del Partito d'Azione nel C.T.L.N., fino all'arrivo degli Alleati.  Organizzatore del primo convegno clandestino del Partito d'Azione nel 1943 e militante federalista dallo stesso anno, fu vicepresidente del Comitato toscano di liberazione nazionale (CTLN) e tra i protagonisti della liberazione di Firenze.   
A Firenze, nel gennaio 1945, dopo la liberazione della città, Enzo Enriques Agnoletti fondò l'Associazione Federalisti Europei insieme ad altri importanti personalità tra cui Piero Calamandrei, Giacomo Devoto, Corrado Tumiati, Paride Baccarini. L'associazione aprirà successivamente una sezione distaccata a Lugo, per poi confluire nel Movimento Federalista Europeo.
Allo scioglimento del Partito d'Azione, aderì all'Unione dei Socialisti insieme agli altri ex azionisti Tristano Codignola e Piero Calamandrei, con cui confluì poi nel Partito Socialista Unitario ed infine nel PSDI. Contrario alla legge truffa, aderì, sempre insieme a Codignola e Calamandrei, ad Unità Popolare, aderendo poi, insieme alla maggioranza del movimento, al Partito Socialista Italiano dove militerà sempre nella corrente lombardiana. 
Collaboratore fin dalla fondazione della rivista Il Ponte, alla morte di Calamandrei (1956) ne divenne direttore, carica che mantenne per trent'anni. Dal 1961 al 1964 ricoprì l'incarico di vice sindaco nella prima giunta fiorentina di centrosinistra guidata nella giunta del sindaco Giorgio La Pira. 
Fu presidente della Federazione italiana delle associazioni partigiane (FIAP) e membro del bureau della Fédération international de la Résistance (FIR). In qualità di professore incaricato all'Università di Firenze di Storia dei paesi afro-americani, si schierò contro l'intervento americano nel Vietnam; fu membro del 1° e 2° Tribunale Russell. Dedicò infine il proprio impegno alla causa internazionalista e terzomondista (Palestina Iran, Eritrea, Nicaragua) e alla lotta per il disarmo. Fu inoltre uno dei fondatori dell'Istituto Storico della Resistenza in Toscana.
Nel 1981 fu espulso dal PSI per aver sottoscritto, con Franco Bassanini, Tristano Codignola, Paolo Leon, Elio Veltri, Renato Ballardini e altri, un "appello ai socialisti" fortemente critico nei confronti dell'allora gruppo dirigente del PSI, soprattutto per la gestione della vicenda P2, per il coinvolgimento di esponenti del partito in episodi di malaffare e per la forte riduzione degli spazi di dissenso democratico riconosciuti alle minoranze interne al partito. Dopo l'espulsione aderì ad un'effimera Lega dei Socialisti, comprendente i socialisti espulsi e guidata da Bassanini; in occasione delle elezioni politiche del 1983, fu eletto senatore nella IX Legislatura come indipendente nelle liste del PCI, rivestendo le cariche di vicepresidente del Senato e di membro della Commissione Affari esteri.
Morì a Firenze il 7 settembre 1986 all'età di 77 anni

## Archivio
Il fondo Enriques Agnoletti è stato depositato presso l'Historical Archives of the European Union della European University Institute in seguito ad un contratto stipulato nel 1992; è costituito nella sua totalità da originali. La documentazione si articola in: corrispondenza: ordinata cronologicamente dal 1945 al 1986; Atti e documenti: documentazione personale; Materiale di partito (materiale propagandistico, documenti ufficiali, verbali di sedute, risoluzioni, convocazioni) provenienti dal PSU, PSI, PCI, Lega dei Socialisti; Manoscritti:  Diari, agende e taccuini; Ritagli di giornali; Raccolte di materiale bibliografico; Materiale grafico e iconografico; e la Biblioteca (circa 2.000 volumi) conservata ancora in massima parte presso la sua abitazione fiorentina, di questa sono pervenuti all'AHCE, per il momento, solo 600 volumi riguardanti il Sud-est asiatico (storia, politica e società).

## Opere
- Nel 1943 Enriques Agnoletti fu redattore, insieme a Tristano Codignola, a Carlo Furno e a Carlo Ludovico Ragghianti del giornale clandestino La Libertà, conservato presso l'Istituto Storico della Resistenza in Toscana[9]
- La politica del Comitato Toscano di Liberazione Nazionale[10]
- Oggi e domani, foglio scritto nel 1943 insieme a Carlo Furno e a Carlo De Cugis, pubblicato dal Partito d'Azione[11]
- Perché i ponti di Firenze non furono difesi?[12]
- Prefazione a Lettere di condannati a morte della Resistenza italiana (8 settembre 1943 - 25 aprile 1945), Einaudi, Torino, 1952.
- Tristano Codignola e il liberalsocialismo, articolo pubblicato da Enriques Agnoletti nella rivista Il Ponte, datata gennaio-febbraio 1986, pag. 14[13]
- Attraverso il centro-sinistra in Testimonianze a.XXI, 1978, nn.203-206, pag. 377[14]
- La liberazione di Firenze. La lotta clandestina in Toscana e la battaglia partigiana nella città, Le Monnier, Firenze, 1945[15]
- Per il libro La Resistenza a Firenze di Carlo Francovich, Enriques Agnoletti scrisse l'Introduzione.